# 山田愛奈
山田 愛奈（やまだ あいな、1998年9月6日 - ）は、日本のファッションモデル、女優。
新潟県出身。ネイムマネジメント東京本社を経て、株式会社ENPASS所属。

## 略歴・人物
2013年ミスセブンティーン2013最終ファイナリスト2014年に開催されたミスiD2015に入賞しデビュー。
2017年3月21日、女性ファッション誌『non-no』の創刊45周年記念イベントに出席し、松川菜々花、渡邉理佐（欅坂46）とともに同誌の専属モデルに起用されることが発表された。
2017年8月19日、ドラマ『霊魔の街』でテレビドラマ初出演にして主人公・榊里桜役を演じる。
2017年11月25日、映画『最低。』であやこ役を演じ、スクリーンデビューを果たす。
2018年5月29日、関西制作・フジテレビ系火9ドラマ『シグナル 長期未解決事件捜査班』の井口奈々役で、民放ゴールデンタイムの連続ドラマに初出演する（第8話から最終話）。
2018年9月8日、映画では初主演となる『いつも月夜に米の飯』で主人公・常盤千代里役を演じる。
2020年、2017年6月号より約3年間専属モデルを務めてきた『non-no』を5月号で卒業。
2023年2月13日、NHK総合夜ドラ『超人間要塞 ヒロシ戦記』でみよ役を演じ、『名もなき復讐者 ZEGEN』以来3年半ぶりにテレビドラマに出演。

## 人物
- 趣味は読書・映画鑑賞･音楽鑑賞･アニメを観ること。
- 祖父母の影響でカメラ好き[3]。

## 出演

### テレビドラマ
- 霊魔の街（2017年8月19日 - 9月23日、新潟テレビ21） - 主演・榊里桜 役
- シグナル 長期未解決事件捜査班 第8話 - 最終話（2018年5月29日 - 6月12日、関西テレビ・フジテレビ） - 井口奈々 役
- 恋のツキ（2018年7月27日 - 10月12日、テレビ東京） - 美和 役 ※劇中劇「感情のない海」
- dele 第6話（2018年8月31日、テレビ朝日） - 石森純子 役
- 名もなき復讐者 ZEGEN 第3話 - 最終話（2019年9月13日 - 10月18日、関西テレビ） - 佐鳥さくら 役[4]
- 超人間要塞 ヒロシ戦記（2023年2月13日 - 3月16日、NHK） - みよ 役[5]
- 対ありでした。〜お嬢さまは格闘ゲームなんてしない〜（2024年6月17日 - 7月15日、読売テレビ） - 藤宮森乃 役[6]
- 科捜研の女 season24 第3話（2024年7月17日、テレビ朝日） - 長峰千沙都 役
- 大河ドラマ 光る君へ 第39回（2024年10月13日、NHK） - 藤原延子[7]
- バントマン 第3話（2024年10月26日、東海テレビ・フジテレビ系） - 宮原菜月 役[8]

### 配信ドラマ
- 今際の国のアリス シーズン2（2022年12月22日、Netflix） - ウルミ 役[9]
- 対ありでした。 〜お嬢さまは格闘ゲームなんてしない〜（2023年5月19日 - 7月7日、Lemino） - 藤宮森乃 役[10]

### 映画
- 最低。（2017年11月25日公開、KADOKAWA、監督：瀬々敬久） - あやこ 役
- いつも月夜に米の飯（2018年9月8日公開、SPOTTED PRODUCTIONS、監督：加藤綾佳） - 主演・常盤千代里 役
- 遮那王 お江戸のキャンディー3（2019年11月22日公開、トリウッド、監督：広田レオナ）
- シグナル100（2020年1月24日公開、東映、監督：竹葉リサ） - 園田樹里 役
- NO CALL NO LIFE（2021年3月5日公開、アークエンターテインメント、監督：井樫彩） - 高木サチコ 役
- DANCING MARY ダンシング・マリー（2021年11月5日公開、監督：SABU） - ヒロイン・雪子役
- 恋は光（2022年6月17日公開、ハピネットファントム・スタジオ / KADOKAWA） - 末広 役
- The Night Before prologue（2023年12月15日公開、nuiavan、監督：堀井綾香）[11]

### 舞台
- A/LIVE（2020年12月20日、ユーロスペース）[12]
- 劇団アレン座第7回本公演「土の壁」（2022年3月9日 - 13日、すみだパークシアター倉） - 萌葱 役

### MV
- ななみ「I live for love」（2015年）
- Sabão「‖:Repeat:‖」（2016年）
- My Hair is Bad ｢復讐｣ （2017年）
- 羊文学「step」（2018年）
- みゆはん「恋人失格」（2019年）[13]
- THIS VERY DAY「PRESENT」（2020年）
- Mr.ふぉるて「なぁマイフレンド」（2021年）
- saji「アルカシア」（2021年）
- 遊助「君の夜に幸せが触れ 遊turing Rude-α」（2021年）
- ポルノグラフィティ「テーマソング」（2021年）
- 汐れいら「さよならCITY」（2022年）
- Latu Latu「シネマヴィラン」（2022年）
- Uru「恋」（2023年）

### PV
- 加藤シゲアキ 小説『オルタネート』オフィシャルプロモーションビデオ（2020年）

### スチール・広告
- WEGO
- nu茶屋町
- 渋谷109
- グッドラック・コーポレーション「アールイズウエディング」[14]

### CM
- カプコン モンスターハンター4G新潟篇
- 資生堂 マキアージュ スノービューティー
- フェスタリアWish upon a star ×星の王子さまと私
- Cygames コーポレートCM 「世界は、もっとおもしろくできる。」篇
- back number ベストアルバム「アンコール」（2016年）
- モスバーガー「みんなのおいしさチェック（クリームチーズテリヤキバーガー）」篇（2018年3月 - ）
- 静岡新聞／SBS 超介さん 「脱！昨日までの自分編」（2018年9月 - ）※静岡ローカル
- Spotify「その一曲に・XG編」（2023年8月 -）

### ショー
- Jenny Fax
- 縷縷夢兎
- TOKYO Girls Collection
- Girls Award

## 書籍

### 雑誌連載
- non-no（2017年4月20日 -　2020年5月号 、集英社） - 専属モデル[15]